# Sparsbach
Sparsbach je občina v departmaju Bas-Rhin francoske regije Alzacija.
Leta 1990 je v občini živelo 152 oseb oz. 11 oseb/km².